# Autoroute A311 (France)
L'autoroute A311 est une autoroute française, antenne de l'A31, qui la relie à la rocade de Dijon. 
Longue de cinq kilomètres, elle se détache de l'A31 au niveau de la commune de Perrigny-lès-Dijon et rejoint l'échangeur de Dijon-Sud, où elle est prolongée sur sept kilomètres par la route nationale 274. 
Elle est entièrement concédée à APRR, et son système de péage est intégré à celui de l'A31[réf. nécessaire]. 

## Histoire
L'ensemble de l'autoroute est déclaré d'utilité publique par décret du 26 mai 1972, avant d'être concédé à APRR en 1973. L'autoroute est intégralement mise en service le 22 octobre 1974.
La sortie n°48 est mise en service le 20 décembre 2001.

## Parcours
Section concédée à APRR et payante (sauf après la sortie 48).
- Échangeur entre A31 et A311 : Lyon, Beaune, Chalon-sur-Saône (depuis et vers Lyon, demi-échangeur)
  -   Limitation à 130 km/h
- Péage de Dijon-Sud (section fermée)
- 48 Terminal Rail-Route (M108) : Perrigny-lès-Dijon, Fénay
  -  Limitation à 90 km/h
- 47 Dijon-Sud (M122R) : Dijon, Chenôve, Marsannay-la-Côte, Longvic, Beaune, Chalon-sur-Saône par RD,  Dijon-Bourgogne
- Fin de l'autoroute A311. Elle devient la N274 : Dijon - centre, Paris (A38).